# Carla Pires
Carla Pires é uma cantora e atriz portuguesa.

## Percurso
Carla Pires foi concorrente à primeira edição do programa Chuva de Estrelas da SIC, em 1993 onde imitou a cantora Beverley Craven. Nos dois anos seguintes integrou o projecto Palco de Estrelas promovido por Paco Bandeira. Gravou temas para várias bandas sonoras de telenovelas.
Em 1996 representou Portugal no Festival de Salónica na Grécia, onde ganhou o primeiro prémio. Em 1997 participou nas semifinais do Festival RTP da Canção com "Gaivotas De Um Mar Revolto" que não é apurada para a final.
Em 2002 aparece com o Quinteto Amália que lançam o CD O fado em concerto. Ainda nesse ano interpretou a personagem Teresinha da telenovela O olhar da serpente da SIC.
Lançou o seu disco de estreia a solo, Ilha do meu fado, em Junho de 2005. Andou em digressão por vários países inclusive no Japão durante a Expo 2005.
Fez parte do elenco do musical Amália, de Filipe Lá Féria.
Em 2008 participou como actriz na telenovela A Outra da TVI.
Concorre ao Festival RTP da Canção de 2011 com o tema "Voar alto" de Paulo Abreu de Lima e Carla Pires. Em 2011 regressou aos discos com o lançamento do álbum "Rota das Paixões", editado internacionalmente pela Harmonia Mundi/World Village em 2012.

## Discografia
- O fado em concerto (Vidisco, 2002) - Quinteto Amália
- Ilha do meu fado (Ocarina, 2005)
- Rota das Paixões (Ocarina, 2011) Harmonia Mundi/World Village (2012)